# کوللی تپه ۲
کوللی تپه ۲ مربوط به هزاره اول قبل از میلاد است و در شهرستان مراغه، بخش سراجو، دهستان سراجوی شرقی، روستای قاطر گوتوران سفلی واقع شده و این اثر در تاریخ ۲۵ آبان ۱۳۸۷ با شمارهٔ ثبت ۲۳۶۲۵ به‌عنوان یکی از آثار ملی ایران به ثبت رسیده است.